# Mariënberg
Mariënberg (spreek uit: Mariënberg) (Nedersaksisch: Mainbarg) is een klein dorp in de gemeente Hardenberg in de Nederlandse provincie Overijssel. Het is gelegen tegen de grens met de gemeente Ommen, tussen Hardenberg en Vroomshoop en nabij de Vecht. 

## Historie

### Prehistorie
In de jaren 1975 - 1993 werden op zandruggen op een perceel tussen de Hardenbergerweg en de Vecht uitgebreide opgravingen verricht. Naast duizenden kleine voorwerpen zoals vuurstenen werktuigen werden er honderden ronde kuilen gevonden. De kuilen bevatten veel houtskool en werden waarschijnlijk als stookplaats (kuilhaarden) gebruikt. Deze kuilhaarden laten zien dat de zandrug bij Mariënberg gedurende de Midden-Steentijd (Mesolithicum) (9000 v. Chr. - 5300 v. Chr.) bewoond is geweest. De vondsten werden onderverdeeld in ten minste twaalf verschillende bewoningsfases, die in totaal een periode van ca. 2500 jaar omvatten. Rondtrekkende jagers-verzamelaars bezochten het gebied klaarblijkelijk geregeld. Ook werden zes grotere kuilen ontdekt, waarschijnlijk grafkuilen uit het einde van het Mesolithicum. In deze grafkuilen (zitgraven) werden de doden in zittende houding begraven. In de kuilen werden o.a. een vuurstenen pijlpunt, enkele grote vuurstenen klingen en zes pijlschachtpolijsters gevonden. Naar aanleiding van deze opgravingen is een aantal wetenschappelijke publicaties verschenen: 
- Mesolithisch basiskamp met_begravingen, Rijksdienst voor het oudheidkundig bodemonderzoek Amersfoort, A.D. Verlinde, G. van Haaff, jaarverslag 1978 en 1979.
- The Mesolithic cemetery at Mariënberg (NL), a rebuttal to alternative interpretations, Nederlandse Archeologische Rapporten 042, A.D. Verlinde & R.R. Newell.
- Reflections on the Mesolithic burial pits at Mariënberg, L.P. Louwe Kooijmans, 2012.
- Het zandeilandenrijk van Overijssel, O. Brinkkemper et all, 2006

In 2010 werd besloten de straten in de nieuwe wijk Mark II te noemen naar de belangrijkste vondsten. De straatnamen zijn: Zitgraven, Klopsteen, Vuursteen en Pijlspits.

### Middeleeuwen en later
De oorsprong van het dorp ligt in de 14e eeuw toen de Broeders des gemeenen levens uit het klooster bij Sibculo de "Hut Mariaborch" bouwden. Deze hut vormde de basis voor hun werk in de veengebieden die toen ten oosten van het huidige dorp lagen.
Vanaf 1850 is sprake van enige bebouwing bij het kruispunt van de huidige Hardenbergerweg en de Nieuweweg.
Op 20 juni 1868 ontstond tijdens een warme en droge periode aan de windzijde van Mariënberg een brand, die zich snel uitbreidde en in een uur tijd de gehele buurtschap in de as legde. Bij de brand werden vier woonhuizen, vier schuren, een schapenhok en een hooiberg vernietigd. Ook kwamen enkele koeien, kalveren, varkens en een paard om. De burgemeester van Ambt Hardenberg, H.N. van Roijen, bracht op 21 juni aan de Commissaris van de Koning uitgebreid verslag uit van de brand.
In de jaren 1903–1906 werd door de NOLS de spoorlijn van Zwolle naar Stadskanaal
en de aansluitende lijn van Mariënberg naar Almelo aangelegd. In de daaropvolgende jaren ontstond de kern van Mariënberg. In de dertiger jaren van de 20e eeuw werden ten noorden van het station woningen gebouwd. Na de Tweede Wereldoorlog ontwikkelde het dorp zich tot zijn huidige vorm.

## Verkeer en vervoer
Aan de zuidkant van de kern ligt station Mariënberg. Dit station is gebouwd door de NOLS, die ook de lijnen naar dit station vanaf Zwolle, Emmen (aanvankelijk Stadskanaal) en Almelo had aangelegd. Het stationsgebouw werd ontworpen door Eduard Cuypers, die bij de bouw van de lijnen van deze maatschappij de stations- en haltegebouwen ontworpen heeft. Het werd gebouwd in 1903, gelijktijdig met de stations van Gramsbergen, Hardenberg en Bergentheim.
Het station wordt één keer per uur bediend door de sneltrein Emmen - Zwolle, een keer per uur door de stoptrein Emmen - Zwolle en een tot twee keer per uur door de stoptrein naar Almelo. Tot station Hardenberg rijdt maximaal twee keer per uur een extra stoptrein.
Mariënberg ligt dicht bij de N36 (Twentseweg) en het kanaal Almelo-De Haandrik.

## Dorpsleven

### Voorzieningen
Er is een belangenvereniging Plaatselijk Belang (PB) Beerzerveld-Mariënberg, opgericht in 1955.
Het dorp, met een inwoneraantal van 955 in 2023, telt één gereformeerde school voor het basisonderwijs: GBS De Regenboog. Mariënberg heeft een voetbalvereniging, VV Mariënberg genaamd, en gymnastiekvereniging Mabeco. Het voetbalveld en de gymzaal staan allebei in Beerzerveld. Er is een Gereformeerde Kerk (PKN), de Sionskerk genaamd, en een Nederlandse Gereformeerde kerk in het dorp, waaruit in 2004 een gemeente behorend bij het kerkverband van de Gereformeerde Kerken (hersteld) (later Gereformeerde Kerken) is ontstaan. De laatstgenoemde gemeente kwam eerst samen in gebouw 'De Ark', maar komt tegenwoordig samen in het kerkgebouw van de Hervormde Gemeente in Beerzerveld.

## Toerisme en markante gebouwen
Aan de oostkant van het dorp is een camping, de Pallegarste. Langs het dorp loopt de LF 16 Vechtdalroute.

Gebouwen:
- Het stationsgebouw is een gemeentelijk monument.
- Twee kerkgebouwen, Nederlandse Gereformeerde kerk Mariënberg (1935) ontworpen door Albert Wiersema en de Sionskerk (1951) van H. Eldering.
- Het silogebouw tegenover het station, Coöperatieve Aan- en Verkoop Vereniging liet het bouwen in 1931. Het was een fabriek voor het malen en opslaan van graan. Het ontwerp is van architect W. van Straten uit Coevorden. Het gebouw had een spooraansluiting voor de aanvoer en afvoer van brand-, grondstoffen en producten. In 1959 liet de NS de rails opbreken, wat ervan rest is het kopspoor op het emplacement.
- Een gedenkmonument voor de gevallenen in de Tweede Wereldoorlog (Nieuweweg tegenover de Sionskerk), met een bronzen beeld Treurende moeder en kind van Geke Dijkhuis. Een eerder beeld met dezelfde titel uit 1947, gemaakt door John Grosman, werd in 2012 gestolen. In 2013 werd het nieuwe kunstwerk onthuld, dat eigendom is van de gemeente Hardenberg.
- Informatiecentrum Hut Mariaborch met informatie over de historie van Mariënberg. Het kapelletje is vervaardigd uit eikenhout met een leien dak, de fundering  is van Bentheimer zandsteen. Informatiepanelen en drie glas-in-loodramen vertellen de historie in een drieluik. Voor de kapel staat een kopie van de wijdingsteen uit 1514. Het origineel was afkomstig van de kapel die hier vroeger stond.
- De Mölnmarsch is een natuurgebied met een oppervlakte van 70 hectaren omgeven door de Vecht. In het gebied is een nieuwe meander van de Vecht gegraven om te dienen als extra waterberging. Er is een kans dat er ooibos ontstaat wat verder langs de Vecht niet mogelijk is.
- De Distelbelt ligt aan de rand van de Mölnmarsch, het is een zeven meter hoge uitkijkheuvel aan het fietspad tussen de Stuwdijk en de Brinkweg. De heuvel is opgeworpen met het zand dat werd uitgegraven voor de meander (200.000 m³) en biedt een uitzicht over het Waterschap Velt en de Vecht.
- Stuw in de Vecht bij Diffelen, 200 meter na de Distelbelt ligt in de nieuwe meander van de Vecht een stuw en vistrap.

## Afbeeldingen

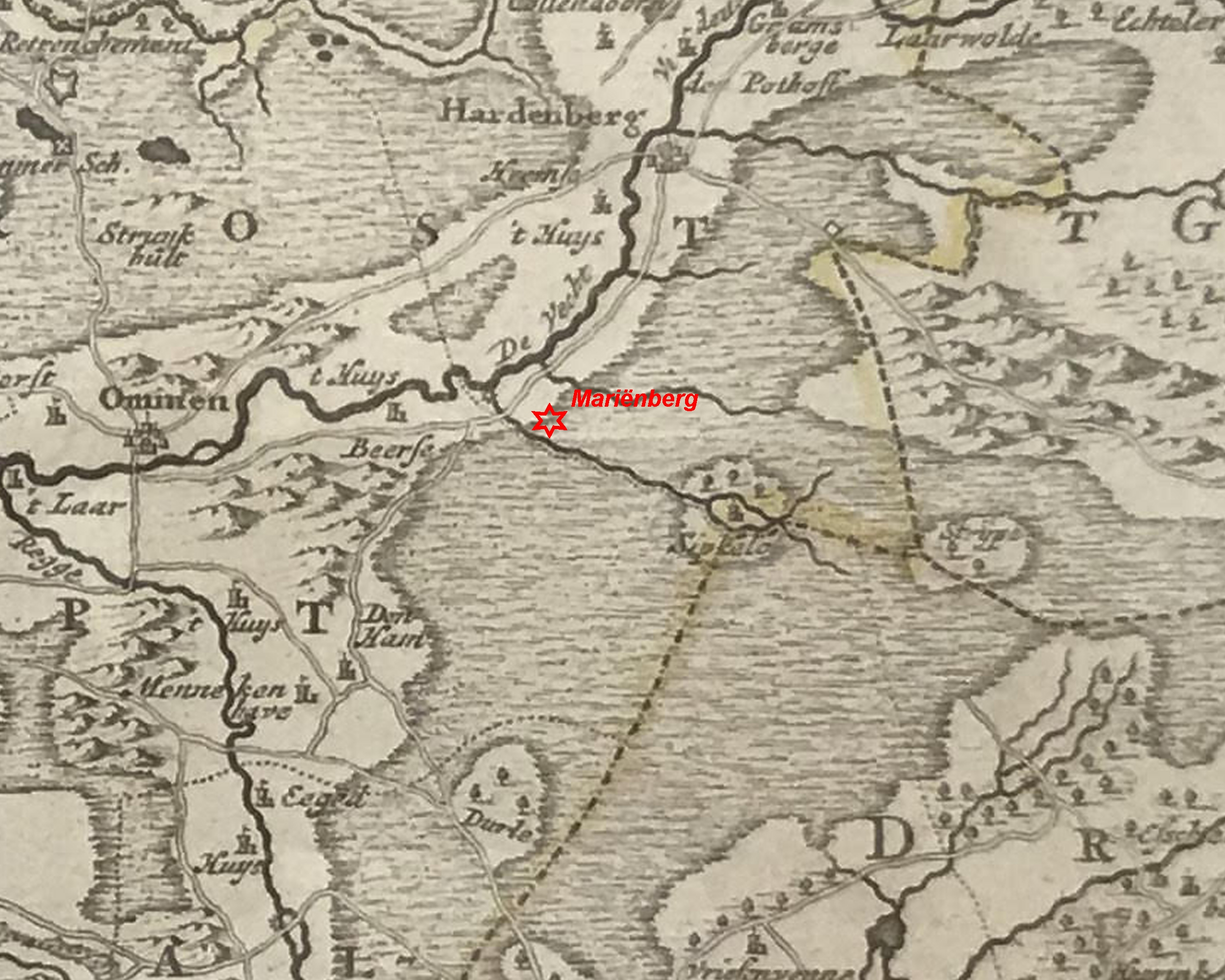
Mariënberg op een kaart uit 1700
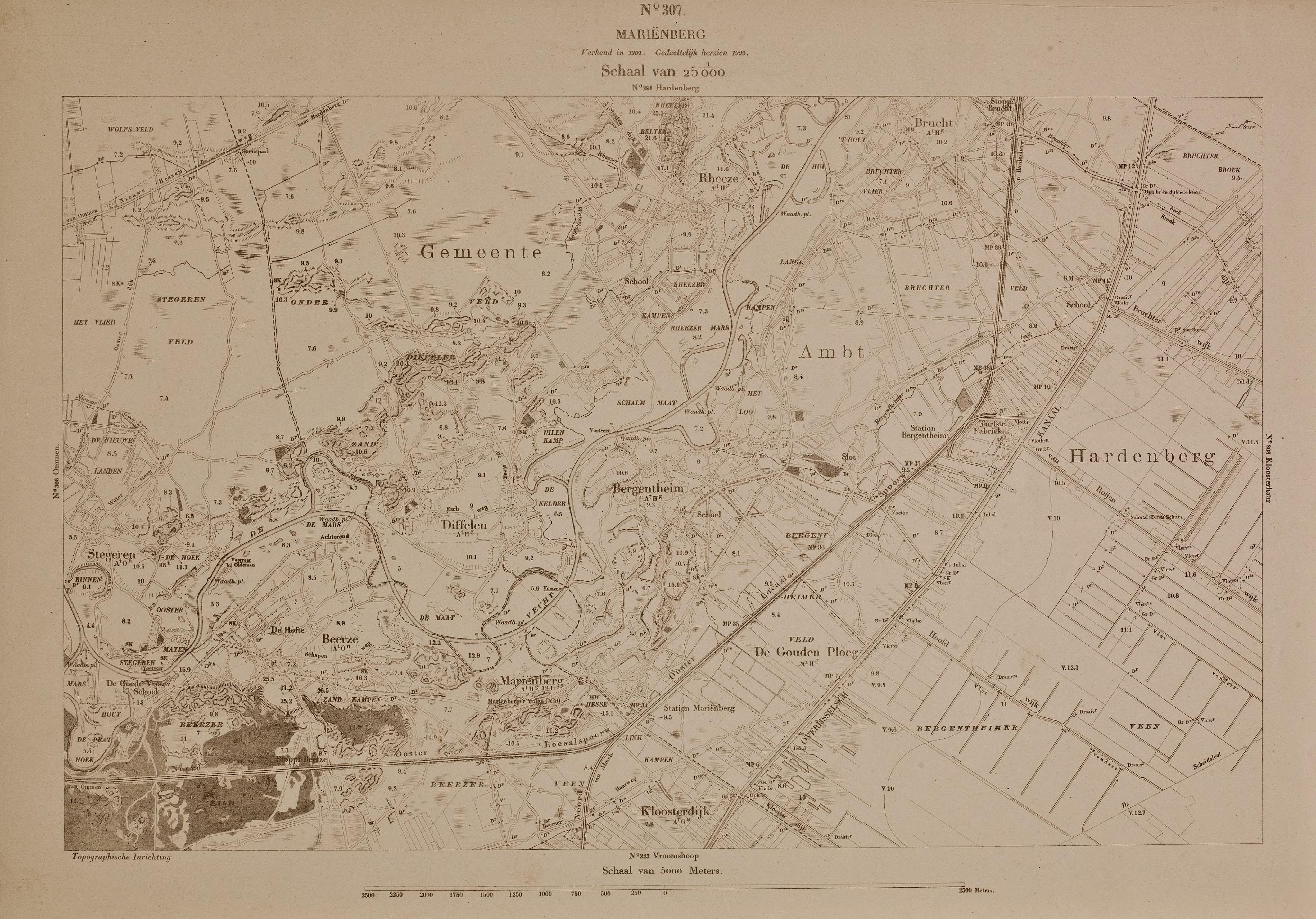
Mariënberg op een kaart uit 1901–1905
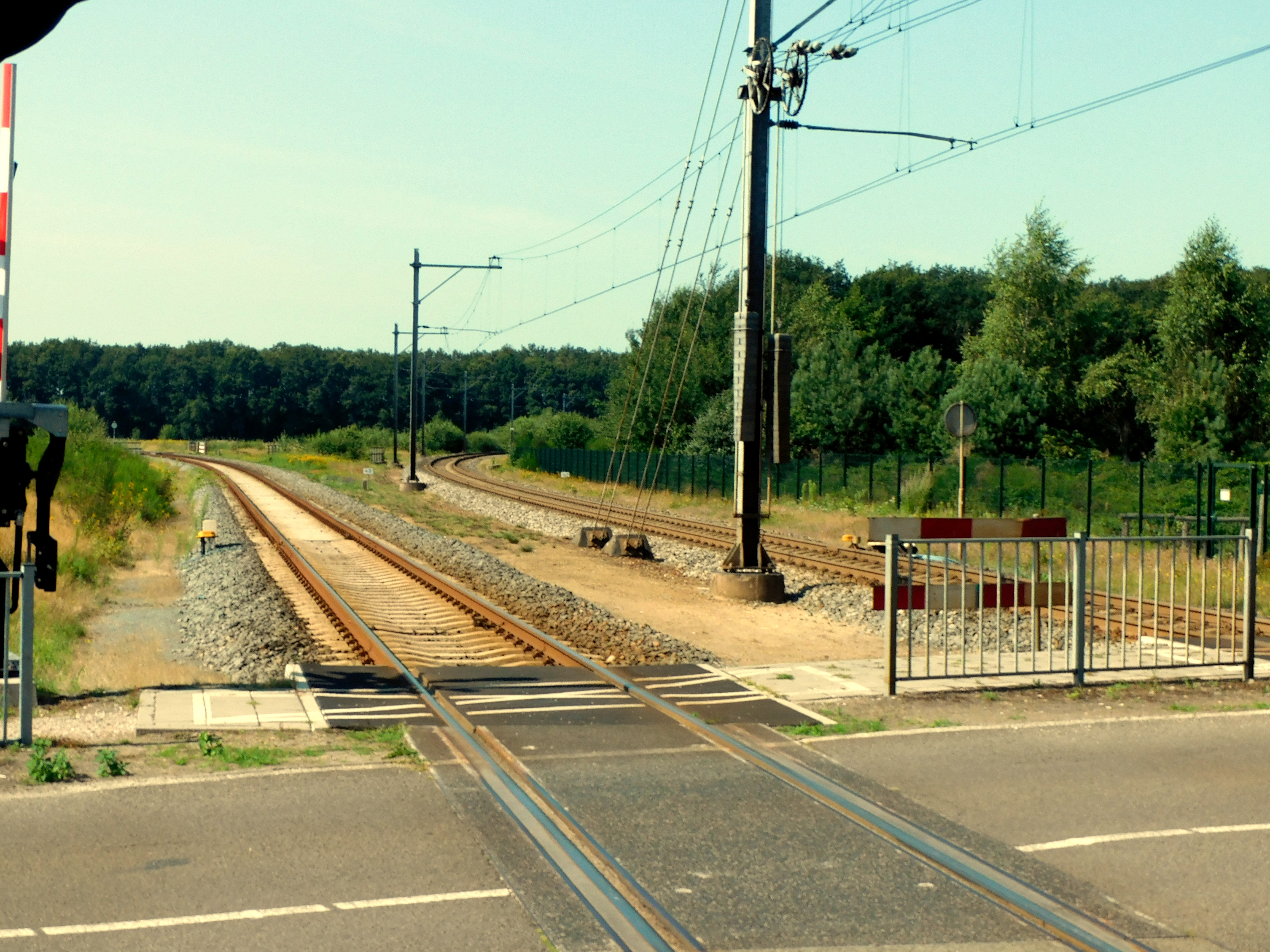
Spoorlijnen
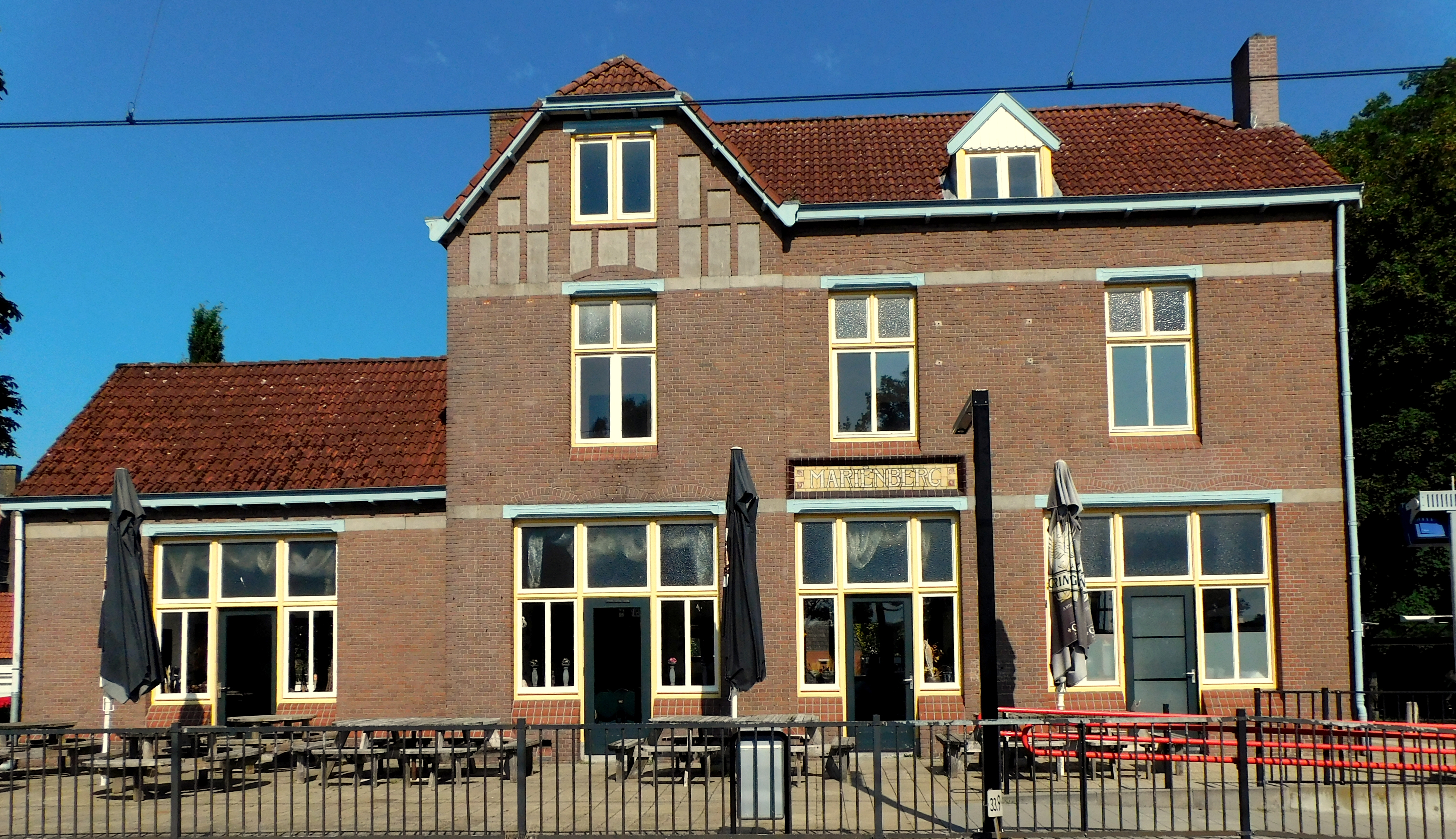
Station Mariënberg
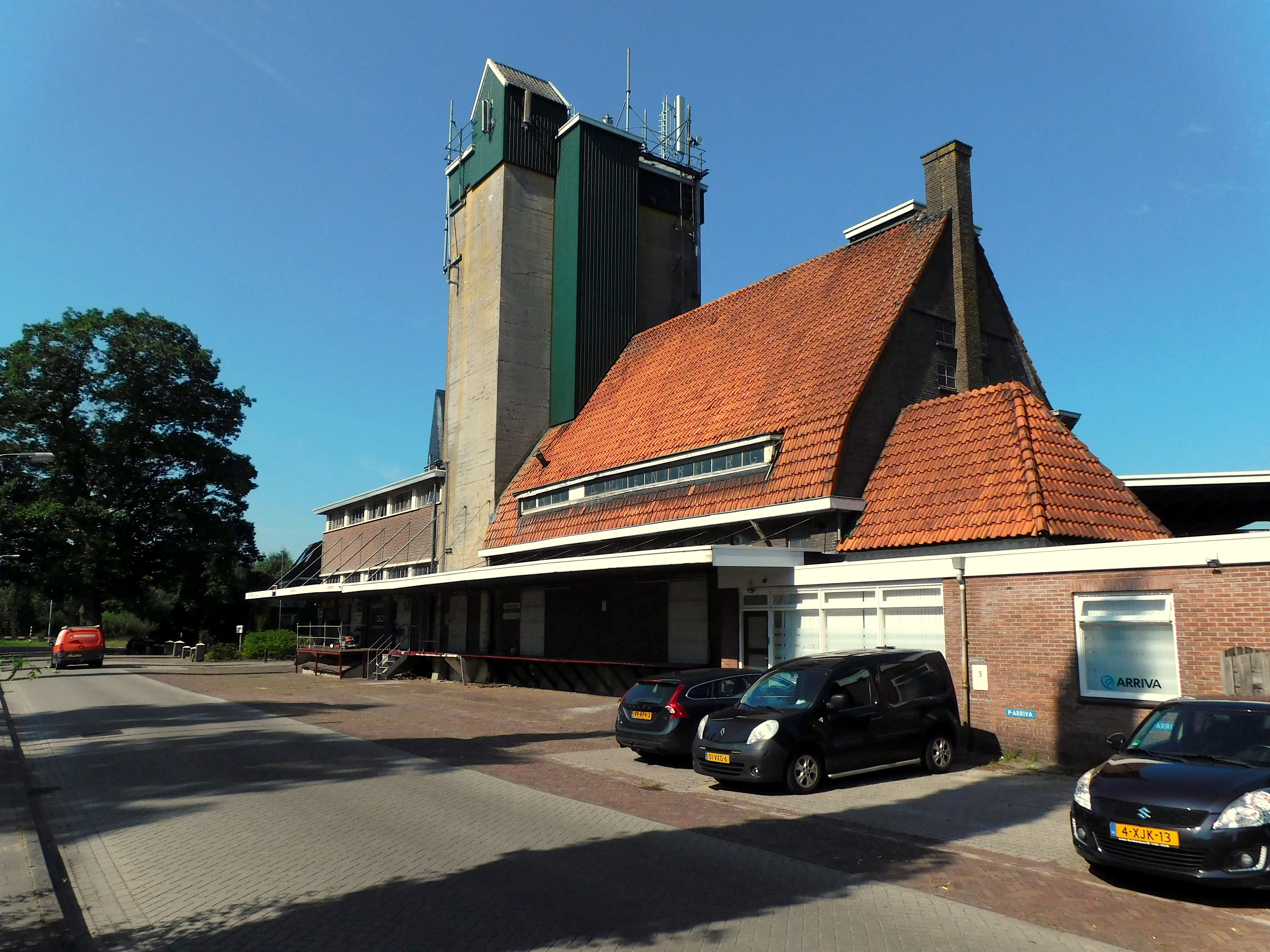
Silogebouw
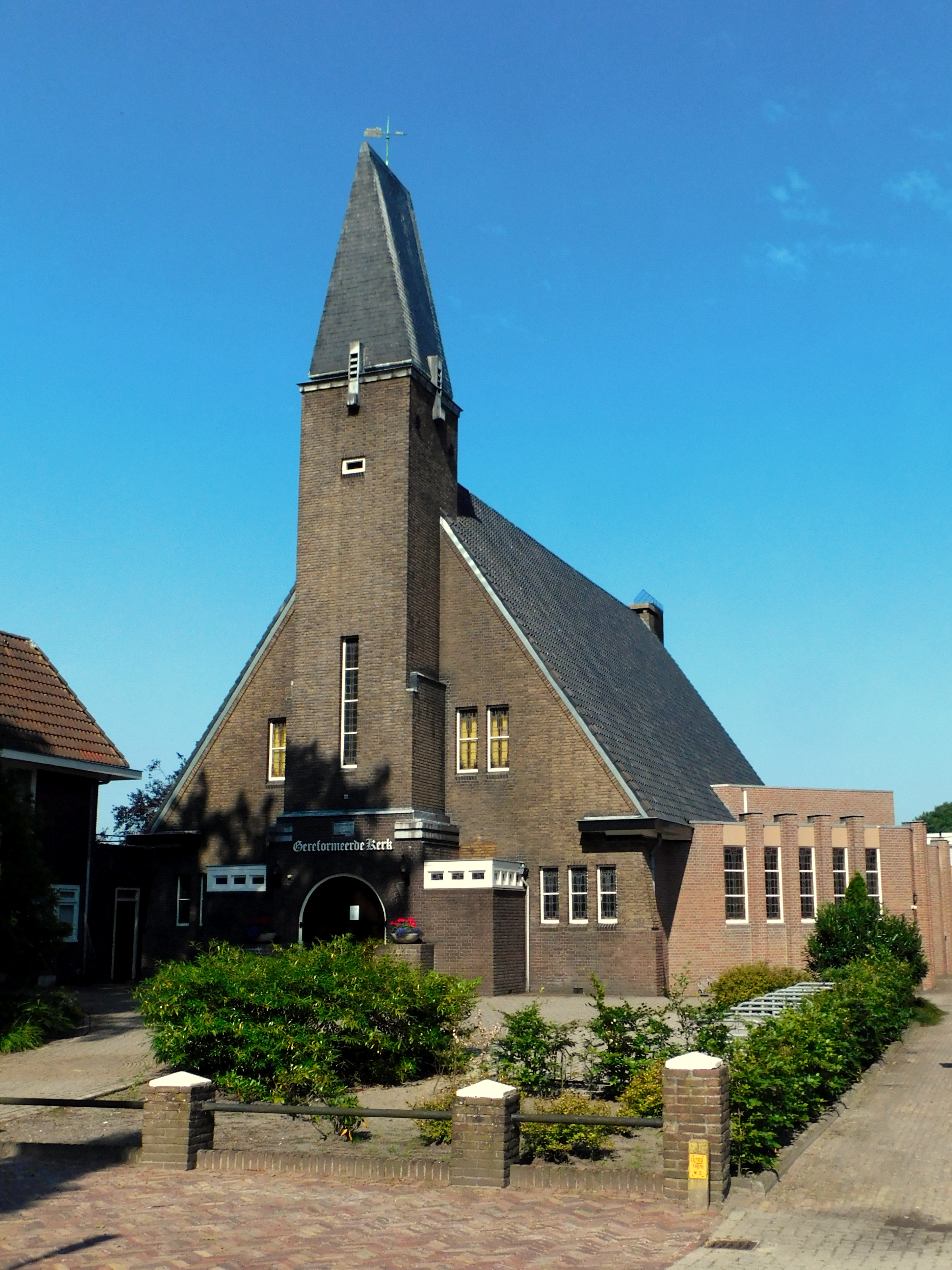
Nederlandse Gereformeerde kerk
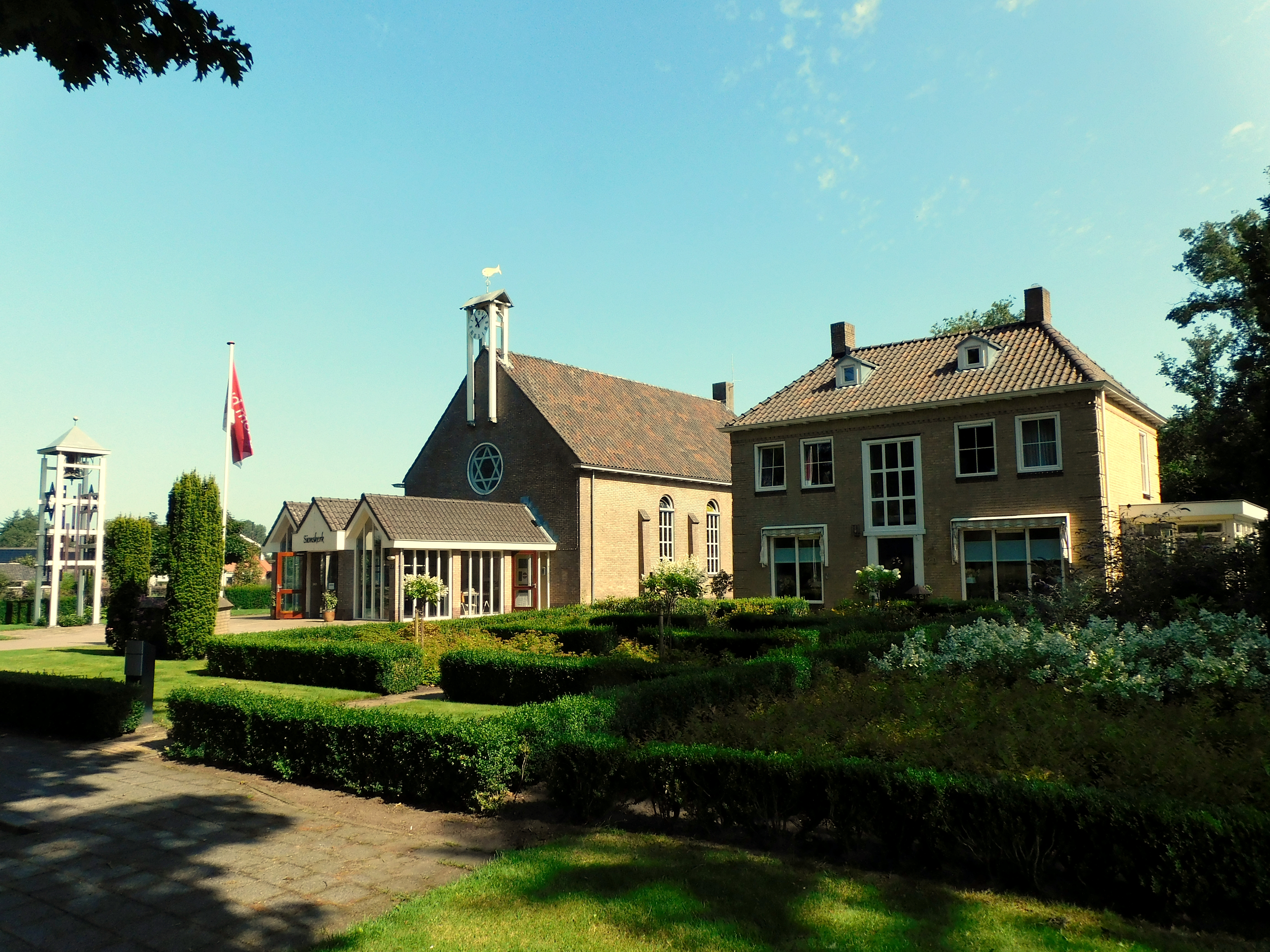
Sionskerk Mariënberg
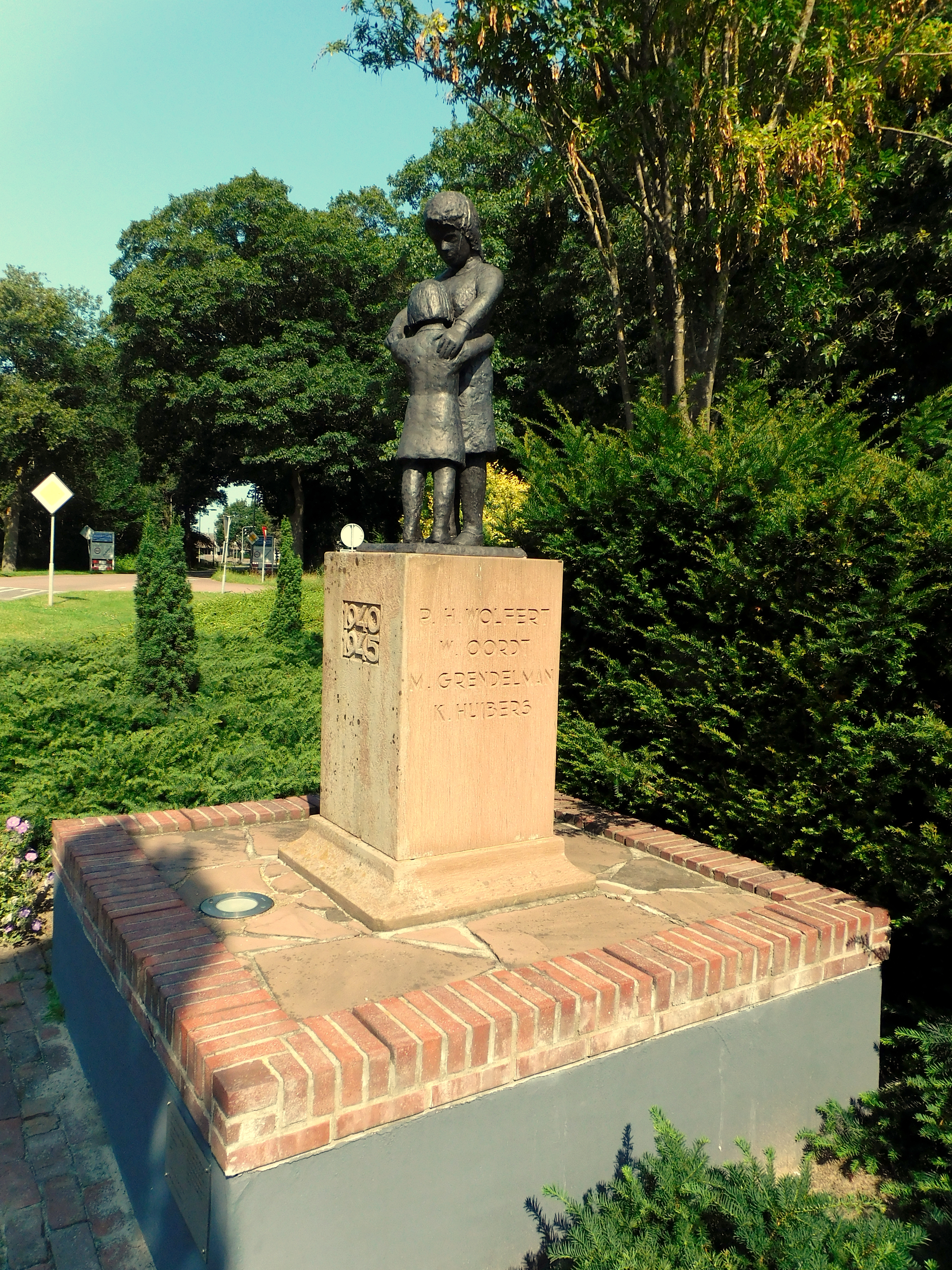
Monument treurende moeder en kind
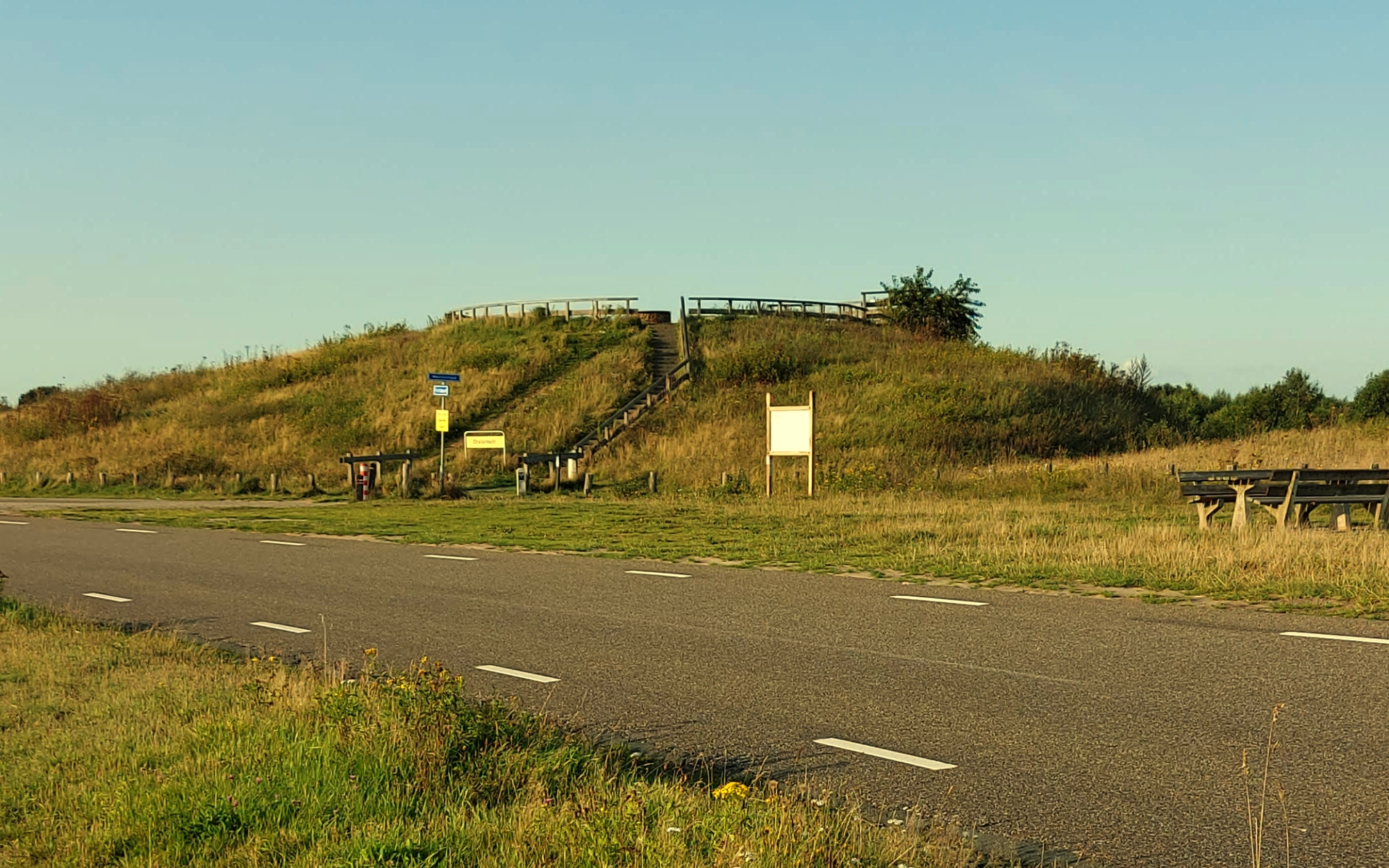
Distelbelt
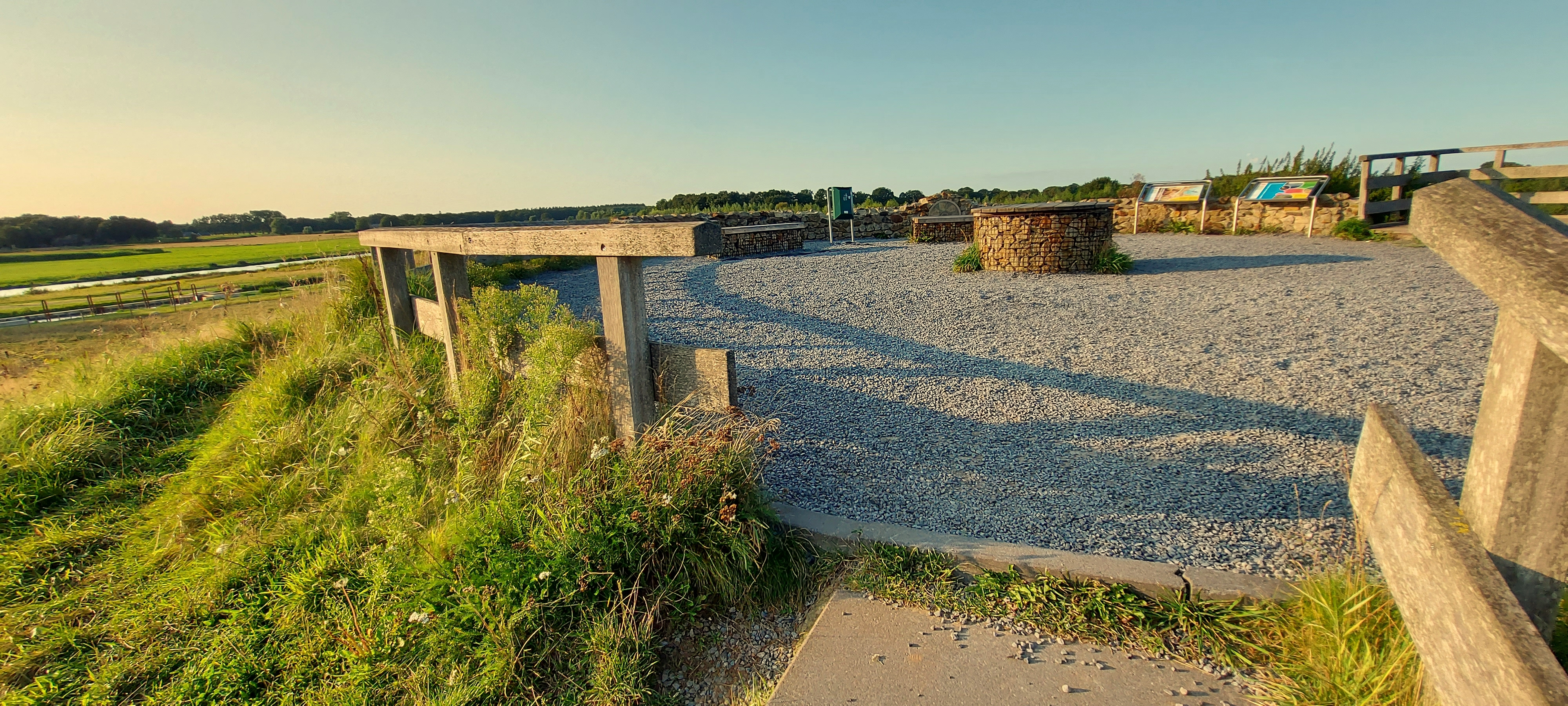
Distelbeltplateau
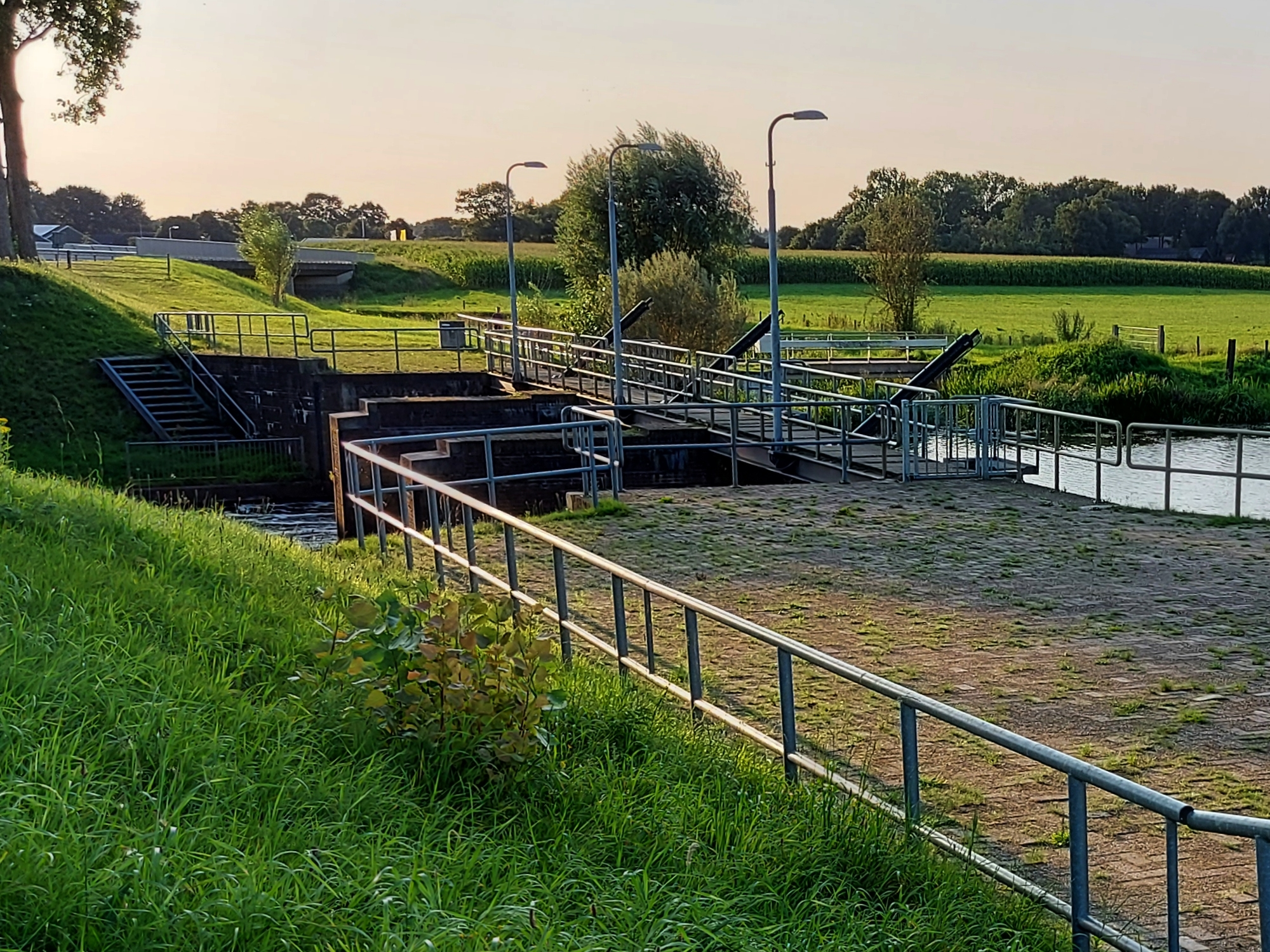
Stuw Diffelen